# 건국 신화
건국 신화(建國神話)는 건국 시조 신화 혹은 왕조 시조 신화라고 하여, 국가를 세우게 되는 계기와 그 후를 다룬 신화이다. 일반적으로 민족 신화와 혼동되기도 하지만, 이와는 교집합적인 개념이다.

## 민족 신화와의 차이
일반적으로 건국 신화는 민족 신화와 혼동되어 표현되기도 하는데, 민족 신화는 한 민족의 탄생 배경을 서술하는 신화이다. 즉 여기에는 그 민족의 최초로 세운 국가의 신화이기도 하다. 예를 들어 로물루스와 레무스가 로마를 세운 신화는 민족 신화이며, 건국 신화이지만 주몽이 고구려를 세운 신화는 민족 신화는 아니며, 건국 신화이기만 한 것이다.

## 건국 신화의 종류
- 천강신화(天降神話)

천강신화 혹은 천강시조신화(天降始祖神話)는 하늘을 통치한 절대자 혹은 통치했던 절대자가 하늘에서 내려와 부족을 통솔해 나라를 건국했다는 이야기의 신화이다.(예:고조선의 건국 신화, 일본의 건국 신화, 부여의 건국 신화 )
- 천손신화(天孫神話)

천손신화는 하늘을 통치했던 절대자의 후손이 내려와 건국했다는 이야기의 신화이다. 일반적으로 천강신화와 천손신화는 비슷한 개념이다.(예:고조선의 건국 신화, 일본의 건국 신화, 부여의 건국 신화, 고구려의 건국 신화, 베트남의 건국 신화)
- 수조신화(獸祖神話)

수조신화는 동물 혹은 동물과 인간 사이에서의 후손이 건국했다는 이야기의 신화이다. (예:고조선의 건국 신화)
- 이주신화(移住神話)

이주신화는 먼 곳에서 온 통치자에 의해 건국했다는 이야기의 신화이다. 도래신화라고도 하는데, 천강신화와 천손신화가 수직적 개념이라면 이주신화는 수평적 개념을 가지고 있는 신화이다.(예:부여의 건국 신화, 백제의 건국 신화, 캄보디아 건국 신화)
- 난생신화(卵生神話)

난생신화 혹은 난생설화는 통치자가 알에서 태어났다는 이야기의 신화이다. 일반적으로 샤머니즘 부족에서 많이 나오는 신화이다. 새의 경우 하늘과 인간을 연결해주는 매개체라 생각되는 경우가 많기 때문이다. 동양의 경우 북방민족에게서 많이 보이는 설화이다.(예:상나라의 건국신화, 부여의 건국 신화, 고구려의 건국 신화, 신라의 건국 신화, 가야의 건국 신화, 만주족의 건국 신화)
- 영웅신화(英雄神話)

영웅신화는 초인적 능력을 가진 개개인이 통치자가 되어 건국을 한다는 신화이다.(예:고구려의 건국 신화, 로마의 건국 신화)

## 나라 별 건국 신화

### 한국의 건국 신화

#### 고구려
고구려 본기에 고구려 시조 동명 성제의 성은 고씨요, 이름은 주몽이다. 이보다 전에 북부여왕 해부루가 세상을 떠나자, 금와가 왕위를 이었다.
이 때에 금와가 태백산 남쪽 우발수(優勃水)에서 한 여자를 얻었다.
그녀는 「저는 하백(河伯)의 딸입니다. 이름을 유화(柳花)라고 합니다.
여러 아우들과 나와 놀고 있을 때, 한 남자가 자기는 천제의 아들 해모수라 하면서 저를 웅신산(熊神山)밑 암록강가에 있는 집 속으로 유인해 가서, 몰래 정을 통해 놓고 가서는 되돌아오지 않았습니다.
부모는 내가 중매 없이 혼인한 것을 꾸짖어, 드디어 이 곳으로 귀양 보냈습니다.」
금와는 그녀를 이상히 여겨 방속에 가두어 두었더니 햇빛이 비쳐왔다.
몸을 피해가니 햇빛이 또 따라가 비치었다.
그로 인하여 태기가 있어 알 하나를 낳으니 크기가 닷되들이만 했다.
왕은 그것을 버리어 개와 돼지에게 주었더니 모두 먹지 않았다.
또 길에 버렸더니 소와 말이 피해 가고, 들판에 버렸더니 새와 짐승이 이것을 덮어 주었다. 왕이 그것을 쪼개려 했으나, 쪼갤 수 없어서 그 어머니에게 돌려주었다.
그 어머니는 쌀 것으로써 알을 싸서 따뜻한 곳에 두었더니 한 아이가 껍질을 부수고나왔다.
골격과 외양이 영특하고 기이했다.
나이 겨우 일곱 살에 기골이 준수하여 범인과 달랐다.
스스로 활과 살을 만들어 백 번 쏘면 백 번 다 맞추었다.
그 나라의 풍속에 활을 잘 쏨을 주몽이라 한 까닭으로 이름을 주몽이라고 지었다.
금와에게는 아들 일곱이 있었는데, 언제나 주몽과 함께 놀았으나 그 기능이 주몽을 따르지 못했다.
맏아들 대소(帶素)가 왕(금와)에게 말했다.
「주몽은 사람이 남은 것이 아니니, 만약 일찍이 없애지 않으면 후환이 있을까 염려됩니다.」
왕은 그 말을 듣지 않고 주몽에게 말을 기르게 했다.
주몽은 좋은 말을 알아보아 좋은 말은 적게 먹여서 여위게 하고 나쁜 말은 잘 먹여서 살찌게 했다. 왕은 살찐 말은 자기가 타고 여윈 말은 주몽에게 주었다.
왕의 여러 아들과 여러 신하들이 주몽을 장차 죽이려고 꾀했다.
주몽의 어머니는 이 사실을 알고 그에게 말했다.「나랏 사람이 장차 너를 죽이려고 하니, 네 재능과 지략으로 어디를 간들 살지 못하겠느냐? 빨리 대책을 세워라.」이에 주몽은 오이(烏伊) 둥 세 사람과 벗을 삼아 엄수(淹水)에 이르러 물에게 말하였다.「나는 천제의 아들이며 하백의 손자(孫子)다. 오늘 도망해 가는데 뒤따르는 자가 거의 닥치게 되었으니 어찌해야 하겠느냐?」 이에 고기와 자라가 다리를 만들어 그를 건너가게 하고는 곧 흩어지니 뒤쫓는 기병(騎兵)은 건널 수 없었다.

<三國遺事> 

#### 백제
고구려의 주몽과 혼인한 소서노.
그런 소서노에게는 아들이 둘있었다
온조와 비류.
어느날 유리가 와서 세자가 되자 소서노는 자신의 두 아들에게 고구려를 떠나자한다.
그래서 소서노와 두아들은 고구려를 떠나고,
온조는 한강유역에,
비류는 미추홀에 나라를 세운다.
그런데 비류가 나라를 세운 미추홀이란 곳은 바닷물의 소금으로 인해 농사가 잘 안되는 지역이었다
결국 비류는 백성들이 굶는 모습에 죄책감을 느끼고 죽었다고 한다. 이후 비류를 따라갔던 자들이 온조에게 와 백성이 되게 해달라 했는데 온조가 나라 이름을 바꿨다. 그것이 바로 백제이다.

### 그리스의 건국 신화
1. ↑  건국 신화 :: 네이버 국어사전
2. ↑  맞아요민족 신화 :: 영어 위키백과

## 같이 보기
- 창조 신화
- 딘센허스
- 민족 신화
- 기원 이야기